# Juan Carlos I.
Juan Carlos I. de Borbón y Borbón-Dos Sicilias [huàn kàrlos primèro de borbòn i borbòn dos sisìlias], bivši kralj Španije, * 5. januar 1938, Rim. Kot kralj Španije je vladal od leta 1975 do njegove abdikacije leta 2014.

## Prestolonasledstvo
Juan Carlos je bil tretji sin Juana de Borbón in Marije Mercedes de Borbón-Dos Sicilias. Po očetu torej nosi priimek Borbón, po materi pa Borbón-Dos Sicilias. Rodil se je v Rimu, kjer je njegova družina živela v izgnanstvu, saj je tedaj v Španiji vladala republika, ki je v kratkem zapadla diktaturi generala Francisca Franca.
Juan Carlosov oče, Juan de Borbón, je postal prestolonaslednik leta 1933, ko sta se njegova starejša brata odpovedala prestolu. Takrat je bila sicer že na oblasti Druga španska republika, a odstavljeni kralj Alfonz XIII., Juanov oče, se še ni bil odrekel oblasti. Ko je po državljanski vojni (1936-1939) Francisco Franco prevzel oblast, je izključil vsako možnost, da bi se Alfonz XIII. povrnil na vlado, zato se je ta leta 1941 odpovedal prestolu v prid sina Juana. Leta 1947 je Franco izjavil, da je Španija parlamentarna monarhija, a da ne sprejema Juana za kralja, zaradi česar se osebno šteje za regenta. Zgodovinarji jemljejo to izjavo kot očitno odlašanje pri predaji oblasti, saj se je določitev »sprejemljivega« kralja zavlekla do leta 1969. Takrat je bil španski prestol obljubljen Juanovemu sinu, Juan Carlosu, kateremu je Franco šele leta 1973 priznal položaj svojega »namestnika«. Juan Carlos je dejansko prevzel oblast po Francovi smrti leta 1975, dve leti pred formalno Juanovo abdikacijo.

## Kraljevanje
Čeprav je prehod od Francove diktature na Juan Carlosovo kraljevanje bil le formalna zamenjava v vodstvu države, saj je bila Španija že desetletja monarhija, je šlo v resnici za ogromno dejansko spremembo. Juan Carlos I. je z vrsto reform spremenil konservativno militaristično državo v moderno demokracijo. Ob razumljivem nasprotovanju tradicionalistov je dovolil komunistično stranko in opozicijo v parlamentu. Leta 1978 je bila odobrena nova ustava, ki je med drugim priznala Juan Carlosu I. pravico do prestola kot dediču španskih vladarjev in ne kot nasledniku Francisca Franca. Nova ustava je reformirala tudi položaj oboroženih sil v državi, kar je februarja 1981 sprožilo vojaški državni udar. Splošno sprejeta je teza, po kateri naj bi udarne sile sprejele kraljevi poziv k demokratični rešitvi spora, a obstaja tudi sum, da je bil upor le akcija oblasti za preprečitev možnosti dejanske vojaške vstaje in hkrati za omejitev zahtev levičarskih strank . Vsekakor je ta dogodek močno vplival na politične sile v državi, ki so vse podprle kraljevo politiko.
Juan Carlos I. je dosegel končno etapo reformacije, ko je bil leta 1982 izvoljen za ministrskega predsednika socialistični predstavnik Felipe González. S tem je bila dosežena demokratizacija države, ki jo je bil predvidel ob ustoličenju. Od tega trenutka dalje se je kraljeva prisotnost v politiki postopoma skrčila. Ker nova ustava določa, da morajo biti vse kraljeve odločitve ratificirane v parlamentu, je danes kraljeva oseba le še simbol državne enotnosti.
Dne 2. junija 2014 se je Juan Carlos kot prvi španski kralj odpovedal prestolu, 19. junija 2014 ga je na prestolu nasledil sin Filip VI..

## Zasebno življenje
Juan Carlos I. se je leta 1962 poročil s Sofijo princezo Grčije in Danske, hčerjo grškega kralja Pavla in sestro njegovega naslednika kralja Konstantina II. Da je mogla poročiti Juan Carlosa I.,  je Sofija prestopila iz pravoslavne v katoliško vero. Imata tri otroke: leta 1963 se je rodila Elena, leta 1965 Cristina in leta 1968 Felipe.
Kralj je izobražen človek, poleg španščine govori perfektno francoščino, angleščino, italijanščino in portugalščino. Je tudi dober športnik, predvsem se zanima za veslanje, smučanje in lov. Leta 1972 je celo sodeloval v jadralski ekipi na olimpijskih igrah. Govori se, da še danes rad inkognito dirka na motornih kolesih.
Avgusta 2020 je zaradi korupcijskega škandala napovedal umik iz Španije v tujino.

## Plemiški naslovi
Juan Carlos I. je nosilec neverjetnega števila plemiških in častnih naslovov. Španska ustava  sicer predvideva za kralja enostavni naslov »španski kralj«, a dovoljuje rabo »ostalih zgodovinskih naslovov«, ki jih pa ne imenuje. Spisek naslovov, do katerih ima kralj pravico v kolikor španski kralj, se pravzaprav nanaša na predrepubliško državo (pred letom 1873), zato je pa tudi uporaben le kot zanimivost, saj tista država več ne obstaja, kot tudi ne obstajajo večine posesti, ki so povezane s tistimi naslovi. Omembe vredni so na primer sledeči naslovi: Ogrski kralj, kralj Dalmacije, kralj Hrvaške, vojvoda Štajerske, vojvoda Kranjske, vojvoda Koroške, Goriški grof, baron Slovenske marke.
Med častnimi naslovi, devet jih je podelila Španija, tri Portugalska, dva Sveti sedež, dva Združeno kraljestvo, po enega Estonija, Etiopija, Francija, Grčija, Italijanska kraljevina, Japonska, Litva, Neapeljska kraljevina, Norveška, Perzija, Poljska, Romunija.